# Prinzzess
Сара Першинг (англ. Sarah Pershing); нар. 6 лютого 1985, Флорида), відома як Принццесс (англ. Prinzzess) — американська порноакторка.

## Біографія
Сара Першинг виросла в сім'ї місіонерів — адвентистів сьомого дня. В 6 років сім'я переїхала в Беліз. До 18 років Сара повернулася в США, оселившись в Джексонвіллі, Флорида.
З 2011 року у стосунках зі своєю партнеркою по зйомках Індією Саммер.

### Порноіндустрія
Починаючи з 2004 року знялася в 194 порнофільмах. У жовтні 2004 року стала «Кішечкою місяця» порножурналу «Penthouse».

## Нагороди та номінації
| Рік  | Премія           | Категорія                             | Робота                                                                       | Результат |
| ---- | ---------------- | ------------------------------------- | ---------------------------------------------------------------------------- | --------- |
| 2011 | AVN Awards       | Best All-Girl Couples Sex Scene       | Women Seeking Women 65 (разом з Теннер Мейз)                                 | Номінація |
| 2011 | AVN Awards       | Best Solo Sex Scene                   | All by Myself 4                                                              | Номінація |
| 2012 | NightMoves Award | Best Feature Dancer (editor's Choice) | Н/Д                                                                          | Перемога  |
| 2012 | AVN              | Best Girl/Girl Sex Scene              | Lesbian Sex (разом з Індія Саммер)                                           | Номінація |
| 2013 | AVN              | Best All-Girl Group Sex Scene         | Please Make Me Lesbian! 7 (разом з Лілі Картер, Брі Деніелс і Zoey Holloway) | Номінація |
| 2013 | AVN              | Best Girl/Girl Sex Scene              | Lesbian Sex 9 (разом із Індія Саммер)                                        | Номінація |
| 2013 | XBIZ Award       | Best Scene (All-Girl)                 | Lesbian Sex 9 (разом із Індія Саммер)                                        | Номінація |
| 2014 | AVN              | All-Girl Performer of the Year        | Н/Д                                                                          | Номінація |
| 2014 | AVN              | Best Girl/Girl Sex Scene              | Women Seeking Women 94 (разом з Шайла Дженнінгс)                             | Номінація |
| 2014 | AVN              | Best Solo Sex Scene                   | Single White Female                                                          | Номінація |
| 2014 | XBIZ             | Girl/Girl Performer of the Year       | Н/Д                                                                          | Номінація |
| 2015 | AVN              | All-Girl Performer of the Year        | Н/Д                                                                          | Номінація |
| 2015 | AVN              | Best Girl/Girl Sex Scene              | Women Seeking Women 100 (разом з Veruca James)                               | Номінація |
| 2015 | NightMoves       | Hall of Fame                          | Н/Д                                                                          | Перемога  |
| 2015 | XBIZ             | Girl/Girl Performer of the Year       | Н/Д                                                                          | Перемога  |
| 2016 | AVN              | All-Girl Performer of the Year        | Н/Д                                                                          | Номінація |
| 2016 | AVN              | Best Girl/Girl Sex Scene              | Women Seeking Women 110 (разом з Джилліан Джансон)                           | Номінація |
| 2016 | XBIZ             | Girl/Girl Performer of the Year       | Н/Д                                                                          | Номінація |